# Дубасово (Зубово-Полянський район)
Дуба́сово (рос. Дубасово, ерз. Дубасово) — село у складі Зубово-Полянського району Мордовії, Росія. Входить до складу Ачадовського сільського поселення.
Населення — 13 осіб (2010; 24 у 2002).
Національний склад станом на 2002 рік:
- росіяни — 92 %